# Gaia Wise
Gaia Wise, född 1999, är en brittisk skådespelare.
Wise har bland annat medverkat i filmerna Sagan om ringen: Striden vid Rohan och A Walk in the Woods. Hon har även medverkat i TV-serien Tyst vittne.
Wise är dotter till Emma Thompson och Greg Wise.

## Filmografi (i urval)
- 2015 – A Walk in the Woods
- 2022 – Tyst vittne (TV-serie)
- 2024 – Sagan om ringen: Striden vid Rohan